# Lados
Lados (Ladòs en gascon) est une commune du Sud-Ouest de la France, située dans le département de la Gironde (région Nouvelle-Aquitaine).
Ses habitants sont appelés les Ladossais.

## Géographie

### Localisation
Située au cœur du Bazadais dans le sud-est du département de la Gironde, la commune se trouve à 59 km au sud-est de Bordeaux, chef-lieu du département, à 15 km au sud-est de Langon, chef-lieu d'arrondissement et à 4 km au sud d'Auros, ancien chef-lieu de canton.

### Communes limitrophes
Les communes limitrophes en sont Aillas à l'est, Labescau au sud-est sur à peine une centaine de mètres, Gans au sud, Bazas au sud-ouest, Brouqueyran au nord-ouest et Berthez au nord.
| Brouqueyran | Berthez |          |
|             | Lados   | Aillas   |
| Bazas       | Gans    | Labescau |

### Climat
Pour des articles plus généraux, voir Climat de la Nouvelle-Aquitaine et Climat de la Gironde.
Historiquement, la commune est exposée à un climat océanique aquitain.  
En 2020, Météo-France publie une typologie des climats de la France métropolitaine dans laquelle la commune est exposée à un climat océanique et est dans la région climatique  Aquitaine, Gascogne, caractérisée par une pluviométrie abondante au printemps, modérée en automne, un faible ensoleillement au printemps, un été chaud (19,5 °C), des vents faibles, des brouillards fréquents en automne et en hiver et des orages fréquents en été (15 à 20 jours).
Pour la période 1971-2000, la température annuelle moyenne est de 12,7 °C, avec une amplitude thermique annuelle de 15,2 °C. Le cumul annuel moyen de précipitations est de 813 mm, avec 11,4 jours de précipitations en janvier et 6,8 jours en juillet. Pour la période 1991-2020, la température moyenne annuelle observée sur la station météorologique la plus proche, située sur la commune de Cazats à 5 km à vol d'oiseau, est de 13,7 °C et le cumul annuel moyen de précipitations est de 825,5 mm,. Pour l'avenir, les paramètres climatiques de la commune estimés pour 2050 selon différents scénarios d’émission de gaz à effet de serre sont consultables sur un site dédié publié par Météo-France en novembre 2022.

## Urbanisme

### Typologie
Au 1er janvier 2024, Lados est catégorisée commune rurale à habitat très dispersé, selon la nouvelle grille communale de densité à sept niveaux définie par l'Insee en 2022.
Elle est située hors unité urbaine et hors attraction des villes,.

### Occupation des sols

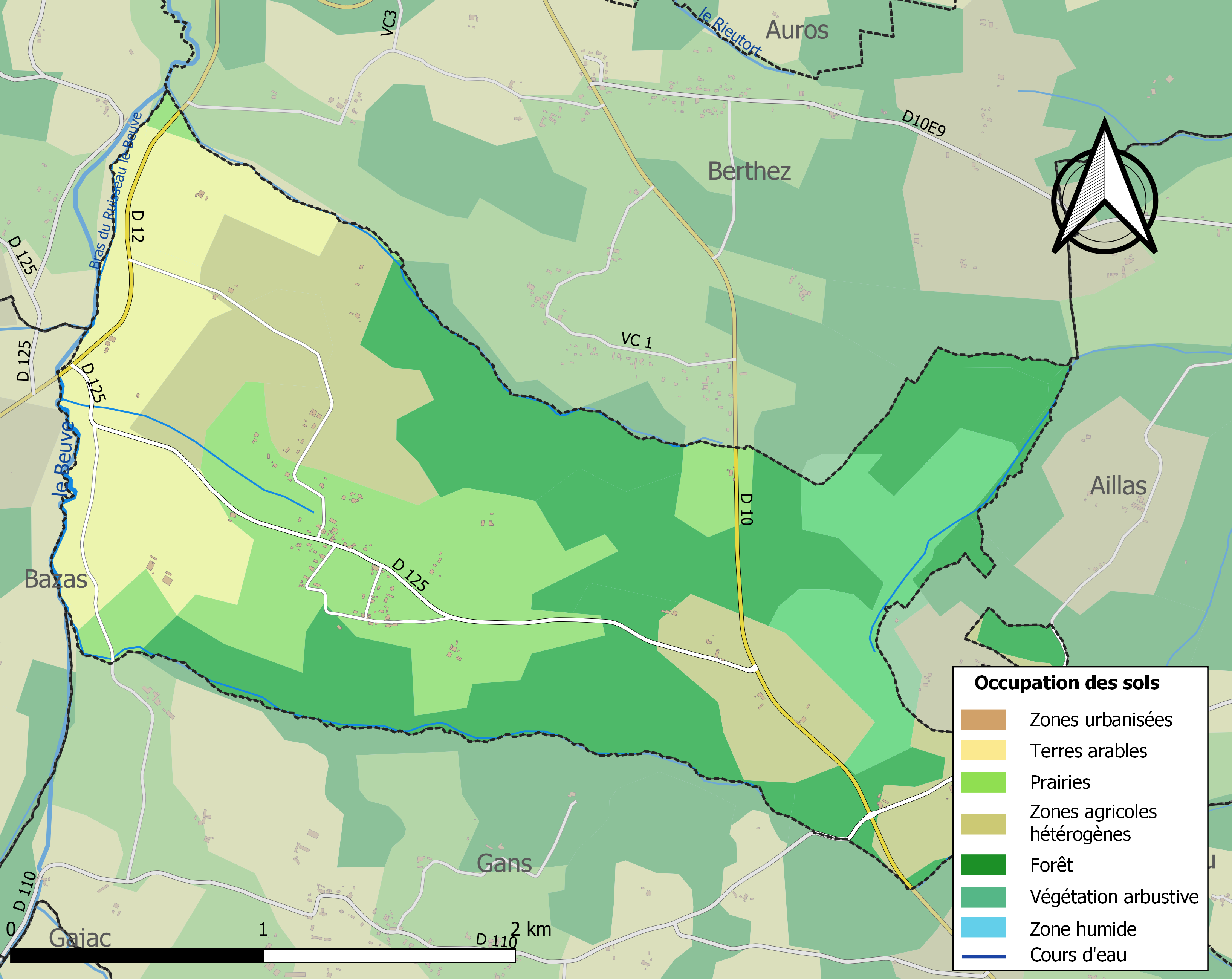
Carte des infrastructures et de l'occupation des sols de la commune en 2018 (CLC).

L'occupation des sols de la commune, telle qu'elle ressort de la base de données européenne d’occupation biophysique des sols Corine Land Cover (CLC), est marquée par l'importance des territoires agricoles (56,5 % en 2018), une proportion identique à celle de 1990 (56,5 %). La répartition détaillée en 2018 est la suivante : 
forêts (36,4 %), zones agricoles hétérogènes (22 %), prairies (18,7 %), terres arables (12,1 %), milieux à végétation arbustive et/ou herbacée (7 %), cultures permanentes (3,7 %). L'évolution de l’occupation des sols de la commune et de ses infrastructures peut être observée sur les différentes représentations cartographiques du territoire : la carte de Cassini (XVIIIe siècle), la carte d'état-major (1820-1866) et les cartes ou photos aériennes de l'IGN pour la période actuelle (1950 à aujourd'hui).

### Voies de communication et transports
Hors du bourg proprement dit, le territoire communal est traversé, dans sa partie ouest, par la route départementale D12 qui relie Auros au nord-nord-est à Bazas au sud-ouest et, dans sa partie est, par la route départementale D10 qui relie Auros au nord-nord-ouest à Grignols au sud-est. Le bourg est traversé par la route départementale D125 qui relie les deux départementales susdites.

L'autoroute la plus proche est l'autoroute A62 dont l'accès  5 La Réole est distant de 13 km vers le nord-est.

L'accès à l'autoroute A65 le plus proche est celui de  Bazas distant de 10 km vers le sud-ouest.
La gare SNCF la plus proche est celle de Langon sur la ligne Bordeaux-Sète du TER Nouvelle-Aquitaine distante de 15 km vers le nord-ouest. Celle de La Réole se trouve à 19 km vers le nord-est.

### Risques majeurs
Le territoire de la commune de Lados est vulnérable à différents aléas naturels : météorologiques (tempête, orage, neige, grand froid, canicule ou sécheresse), inondations, feux de forêts et séisme (sismicité très faible). Un site publié par le BRGM permet d'évaluer simplement et rapidement les risques d'un bien localisé soit par son adresse soit par le numéro de sa parcelle.
La commune a été reconnue en état de catastrophe naturelle au titre des dommages causés par les inondations et coulées de boue survenues en 1982, 1999 et 2009,.
Lados est exposée au risque de feu de forêt. Depuis le 20 avril 2016, les départements de la Gironde, des Landes et de Lot-et-Garonne disposent d’un règlement interdépartemental de protection de la forêt contre les incendies. Ce règlement vise à mieux prévenir les incendies de forêt, à faciliter les interventions des services et à limiter les conséquences, que ce soit par le débroussaillement, la limitation de l’apport du feu ou la réglementation des activités en forêt. Il définit en particulier cinq niveaux de vigilance croissants auxquels sont associés différentes mesures,.

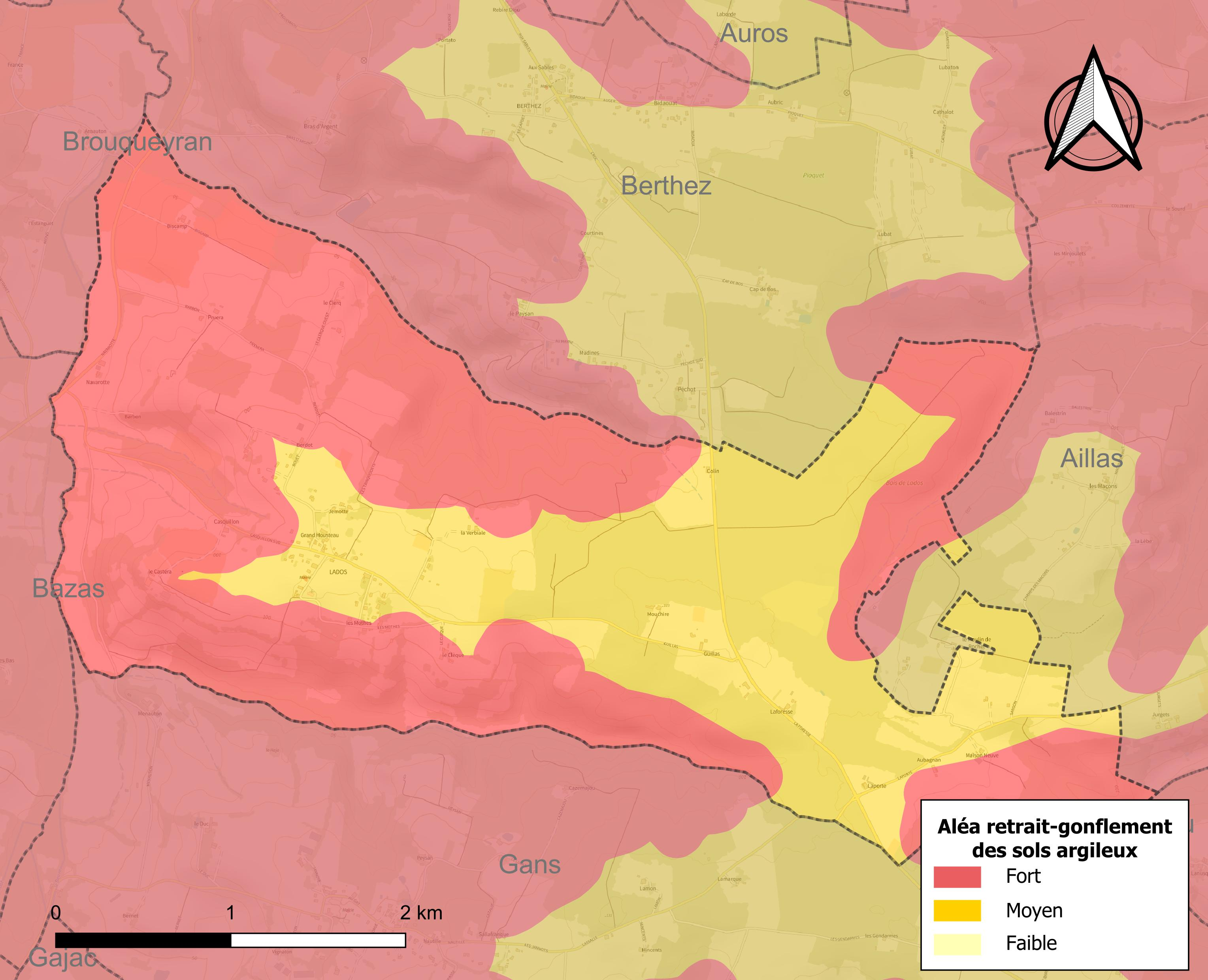
Carte des zones d'aléa retrait-gonflement des sols argileux de Lados.

Le retrait-gonflement des sols argileux est susceptible d'engendrer des dommages importants aux bâtiments en cas d’alternance de périodes de sécheresse et de pluie. La totalité de la commune est en aléa moyen ou fort (67,4 % au niveau départemental et 48,5 % au niveau national). Sur les 80 bâtiments dénombrés sur la commune en 2019, 80 sont en aléa moyen ou fort, soit 100 %, à comparer aux 84 % au niveau départemental et 54 % au niveau national. Une cartographie de l'exposition du territoire national au retrait gonflement des sols argileux est disponible sur le site du BRGM,.
Par ailleurs, afin de mieux appréhender le risque d’affaissement de terrain, l'inventaire national des cavités souterraines permet de localiser celles situées sur la commune.
Concernant les mouvements de terrains, la commune a été reconnue en état de catastrophe naturelle au titre des dommages causés par la sécheresse en 2003 et 2017 et par des mouvements de terrain en 1999.

## Histoire
Dominant la vallée du Beuve, le village de Lados vit passer au loin les pèlerins de Saint-Jacques-de-Compostelle sur la via Lemovicensis. La voie de Vezelay accueillait les cheminants à Auros et à Bazas. Lados est situé à quelques centaines de mètres de cette voie.

La petite église de Lados construite entre le XIe et le XIIe siècle garde quelques vestiges de son histoire liée à Compostelle. L'église dont le fronton de pierre calcaire est très abîmé par l'érosion domine le village.

Le petit cimetière entoure l'église.

Un chemin partait de l'église pour rejoindre Gans. Ce chemin qui n'est plus praticable de nos jours devait permettre aux cheminants arrêtés à Lados de rejoindre Bazas sans rebrousser chemin.
Un manuscrit de la Bibliothèque de Wolfenbüttel (Basse-Saxe, Allemagne) signale, en 1276, Arnaud Bernard de Lados, chevalier.
À la Révolution, la paroisse Saint-Martin de Lados forme la commune de Lados.

## Politique et administration
| Période                                  | Période        | Identité             | Étiquette | Qualité       |
| ---------------------------------------- | -------------- | -------------------- | --------- | ------------- |
| 1793                                     | 1801           | Jacques Baignot      |           |               |
| 1801                                     | 1805           | Pierre Couthures     |           |               |
| 1805                                     | 1826           | Jean Mothes          |           |               |
| 1826                                     | 1832           | Nicolas Mothes       |           |               |
| 1832                                     | 1850           | Bernard Pauly        |           |               |
| 1850                                     | 1852           | Nicolas Mothes       |           |               |
| 1852                                     | 1880           | Bernard Pauly        |           |               |
| 1880                                     | 1914           | Bernard Luflade      |           |               |
| 1914                                     | 1919           | Vital Duplan         |           |               |
| 1919                                     | 1925           | Raymond Mothes       |           |               |
| 1925                                     | 1929           | Daniel Labarrière    |           |               |
| 1929                                     | 1931           | Antoine Tauzin       |           |               |
| 1931                                     | 1971           | Jean Monteau         |           |               |
| 1971                                     | 1989           | Jean Laporte         |           |               |
| 1989                                     | 1991           | Jean Macé            |           |               |
| 1991                                     | 2001           | Charles Darroman     |           |               |
| mars 2001                                | mars 2014      | Jean-Claude Duchamps |           |               |
| mars 2014                                | 3 juillet 2020 | Jean-Serge Lambrot   | PCF       | Fonctionnaire |
| 3 juillet 2020                           | En cours       | Martine Francelin    |           |               |
| Les données manquantes sont à compléter. |                |                      |           |               |

### Communauté de communes
Le 5 mars 2014, la commune de Lados a  adressé une demande d'adhésion à la communauté de communes du Bazadais qui a été acceptée et qui a été transmise en Préfecture. Lados a intégré la communauté de communes du Bazadais le 1er janvier 2015.

## Démographie
| 1793 | 1800 | 1806 | 1821 | 1831 | 1836 | 1841 | 1846 | 1851 |
| ---- | ---- | ---- | ---- | ---- | ---- | ---- | ---- | ---- |
| 246  | 227  | 255  | 236  | 219  | 241  | 227  | 236  | 220  |

| 1856 | 1861 | 1866 | 1872 | 1876 | 1881 | 1886 | 1891 | 1896 |
| ---- | ---- | ---- | ---- | ---- | ---- | ---- | ---- | ---- |
| 245  | 240  | 246  | 249  | 230  | 229  | 236  | 236  | 233  |

| 1901 | 1906 | 1911 | 1921 | 1926 | 1931 | 1936 | 1946 | 1954 |
| ---- | ---- | ---- | ---- | ---- | ---- | ---- | ---- | ---- |
| 226  | 237  | 208  | 184  | 166  | 176  | 167  | 161  | 176  |

| 1962 | 1968 | 1975 | 1982 | 1990 | 1999 | 2006 | 2011 | 2016 |
| ---- | ---- | ---- | ---- | ---- | ---- | ---- | ---- | ---- |
| 146  | 114  | 111  | 106  | 115  | 115  | 133  | 153  | 176  |

| 2021 | 2022 | - | - | - | - | - | - | - |
| ---- | ---- | - | - | - | - | - | - | - |
| 176  | 178  | - | - | - | - | - | - | - |

## Lieux et monuments
- L'église Saint-Martin, faite de pierre de mollasse, date de la fin du XIe siècle ou début du XIIe siècle et est inscrite[30] à l'inventaire des monuments historiques pour sa façade occidentale depuis 1925.

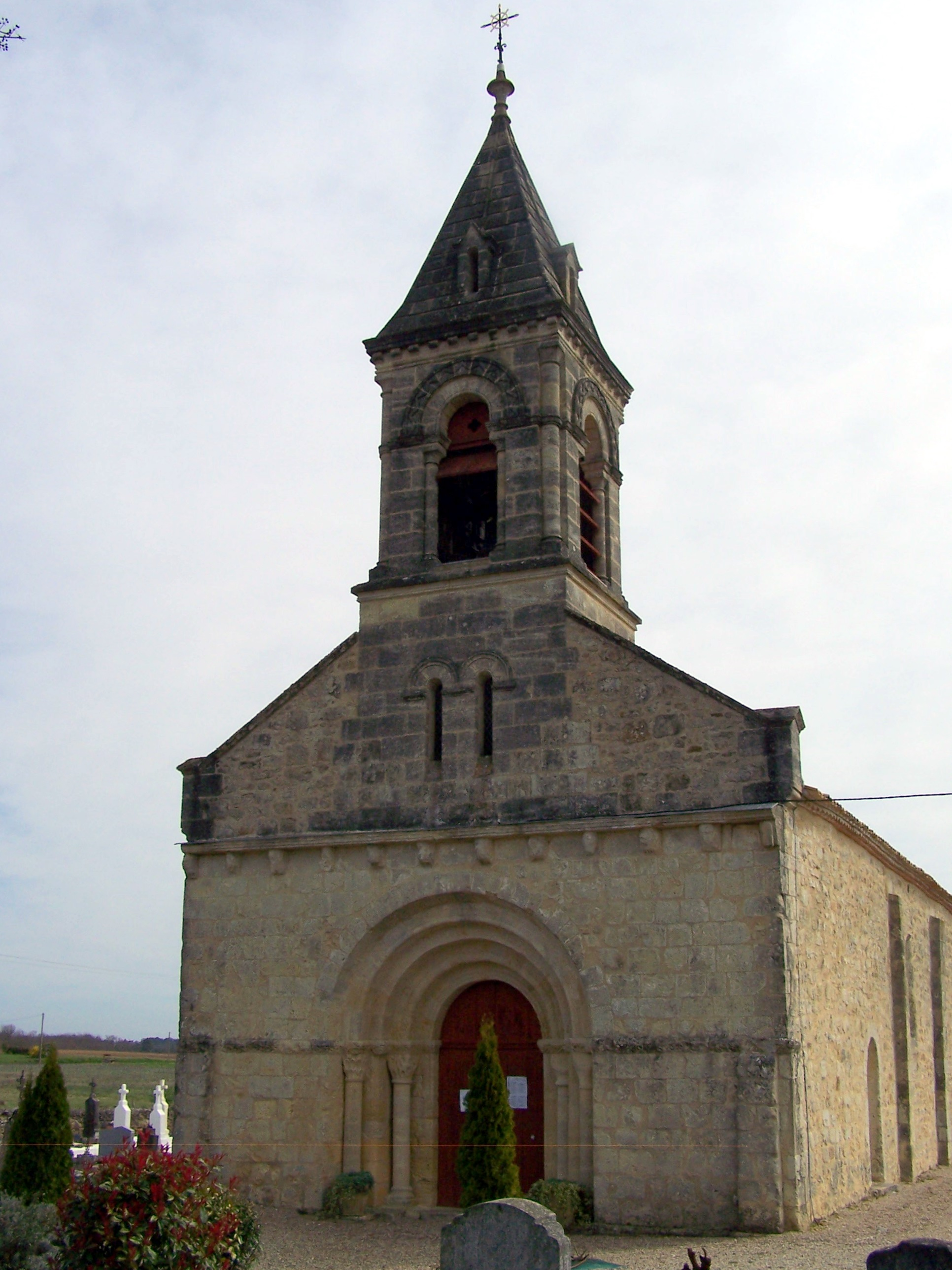
L'église Saint-Martin (mars 2010)
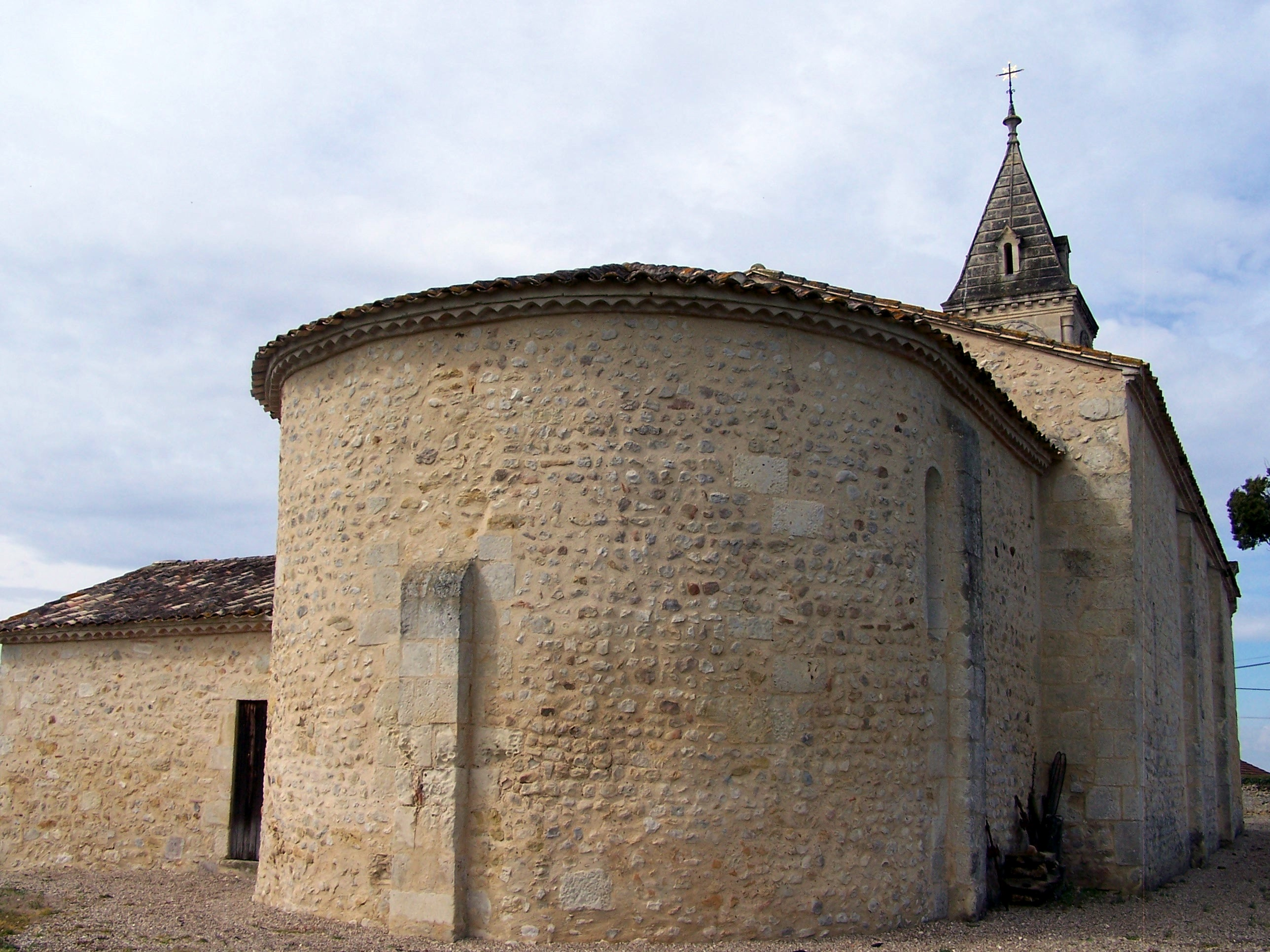
Le chevet de l'église Saint-Martin (mars 2010)
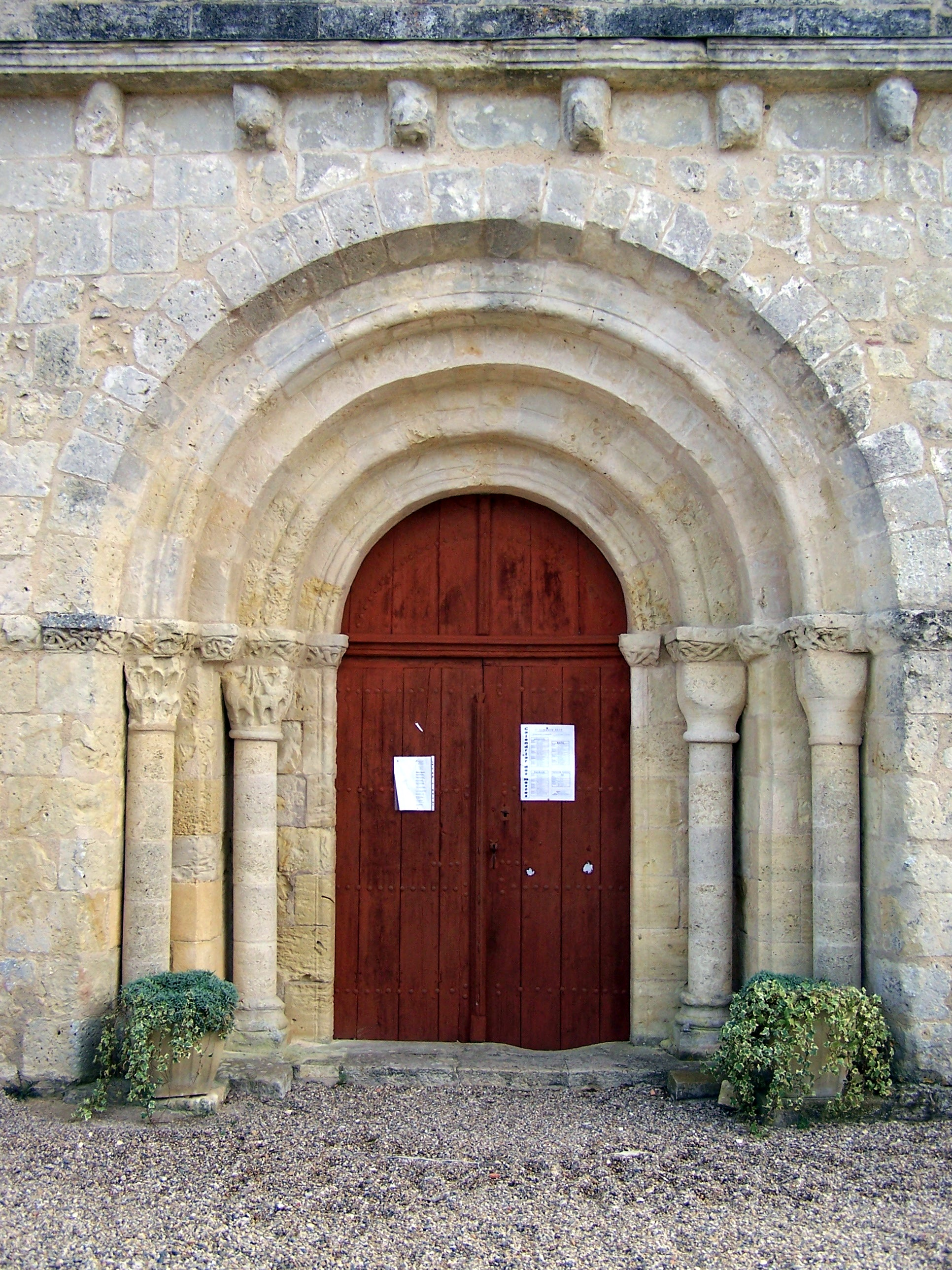
Le portail de l'église Saint-Martin (mars 2010)
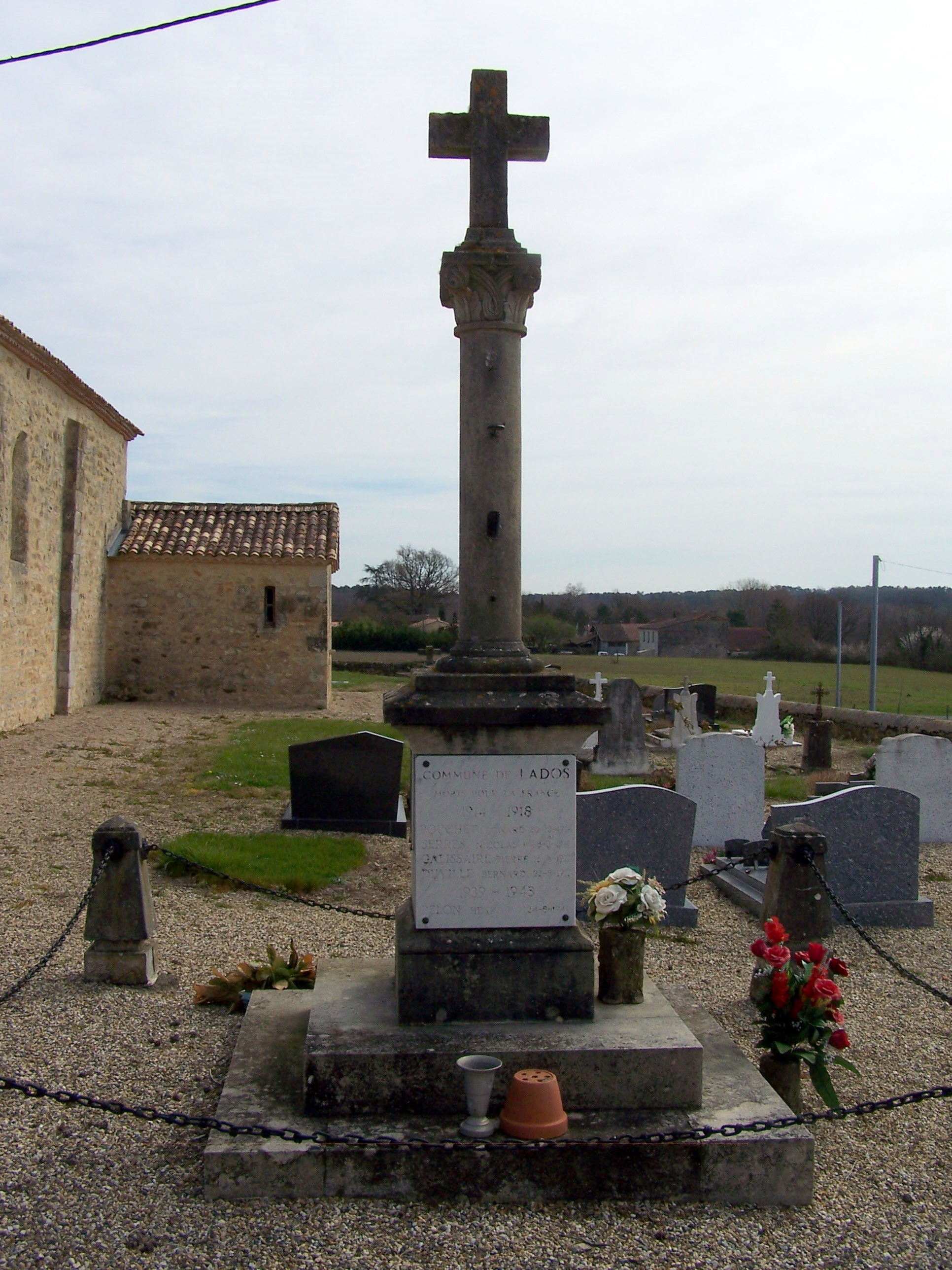
Le monument aux morts dans le cimetière de l'église (mars 2010)